# Anahí Fernández
Anahí Fernández (Uruguay, 28 de julio de 1993) es una árbitra internacional de fútbol uruguaya.

## Trayectoria
Está inscrita en la lista de la FIFA desde 2020 y arbitra partidos internacionales de fútbol.
Ha arbitrado a nivel internacional en la Copa Libertadores Femina 2020, en la Copa Libertadores Femenina 2021, la Copa América Femenina 2022, el Mundial Femenino Sub-17 de 2022 y el Campeonato de Europa Sub-17 de 2023.
En la Copa Libertadores Femenina 2020 arbitró 5 partidos. En la Copa Libertadores Femenina 2021 arbitró dos partidos. En la Copa América 2022, en Colombia, arbitró un total de cuatro partidos, incluidos tres de la fase de grupos y la semifinal entre Brasil y Paraguay (2-0). Fernández también arbitró dos partidos de la fase de grupos y el partido por el tercer puesto entre Nigeria y Alemania (3-3 global, 3-2 global) en el Mundial Femenino Sub-17 de 2022 en India. En el Campeonato de Europa Sub-17 de 2023, celebrado en Estonia, dirigió dos partidos de la fase de grupos y la semifinal entre Francia y Suiza (10-2).
En enero de 2023 fue convocada para la Copa Mundial Femenina de Fútbol de 2023 en Australia y Nueva Zelanda.